# Розмарі Ндлову
Номія Розмарі Ндлову (нар. у 1978 році) — південноафриканська засуджена серійна вбивця та колишня поліціянтка, яка була засуджена за вбивство шести людей — свого партнера, який проживав разом, і п'ятьох своїх родичів — між 2012 і 2018 роками. Мотивом Ндлову було жити за рахунок їхніх полісів страхування життя та поховання, завдяки яким їй удалося отримати 1,4 млн рандів (93 000 дол. США) на момент арешту. У 2021 році Ндлову засудили до шести довічних термінів одночасно за вбивства та загалом до тридцяти років: 10 років за чотирма пунктами шахрайства, 10 років за кожне з семи звинувачень у підбурюванні до вбивства та 10 років за спробу вбивства своєї матері, Марії Мушавана.

## Раннє життя та кар'єра
Номія Розмарі Ндлову народилася в Бушбакріджі в провінції Мпумаланга в одному з навколишніх сіл приблизно в 1978 році. Вона відвідувала початкову та середню школу в Мпумаланзі, поки не поїхала в Йоганнесбург.
У Йоганнесбурзі Ндлову вступила до Служби поліції Південної Африки (SAPS) і була призначена в поліцейську дільницю Тембізи, де згодом отримала звання сержантки. Попри те, що Ндлову вважали шанованою співробітницею поліції, колеги також згадували її як залежну від азартних ігор людину, яка іноді звільнялася з роботи, щоб уникнути кредиторів.

## Убивства
Першою жертвою Розмарі став її двоюрідний брат Мадала Вітнесс Хому, якого в березні 2012 року знайшли забитим до смерті в Оліфантсфонтейні. За його смерть Ндлову отримала понад 131 000 рандів у вигляді страхування.
У червні 2013 року під час того, як Ндлову перебувала у себе в будинку, її сестру Одрі знайшли вбитою шляхом отруєння та удушення. Ндлову отримала 717 421 рандів страхування від її смерті. Того ж місяця племінниця Ндлову — Занеле Мота — була знайдена вбитою. За неї Розмарі отримала приблизно 119 840 рандів.
У жовтні 2015 року Моріса Мабасу, її хлопця та батька її дитини, знайшли вбитим в Оліфантсфонтейні з понад 76 ножовими пораненнями. Від смерті Мабаси Ндлову отримала понад 131 000 рандів у вигляді страхових полісів, які вона оформила на його ім'я. У квітні 2017 року її племінника, Майені Машабу, знайшли вбитим в Оліфансфонтейні після того, як він зустрівся з Ндлову за день до смерті.
Останньою жертвою Ндлову став Бриліант Машего, племінник Ндлову та син Одрі, якого востаннє бачили живим у компанії Розрамі 22 січня 2018 року в Бушбакріджі та знайшли через 2 дні. У суді Ндлову зізналася, що оформила поліс на поховання Машего.

## Арешт
Серія вбивств Ндлову закінчилася, коли її заарештували після того, як зафіксували під час спроби залучити офіцера поліції під прикриттям та ще одного чоловіка, які видавали себе за кілерів, щоб заживо спалити її сестру Джойс та її п'ятьох дітей у своєму будинку. У 2021 році Ндлову засудили до шести одночасних довічних ув'язнень за вбивства свого партнера, сестри, двох племінників, племінниці та двоюрідного брата, а також до тридцяти років за шахрайство, підбурювання до вбивства та замах на вбивство.
У 2023 році Департамент виправних служб (DCS) оголосив, що проти Ндлову були висунуті внутрішні звинувачення за «порушення Закону про виправні служби» після того, як її спіймали з мобільним телефоном, користуватися яким у в'язниці заборонено.